# 东里镇 (汕头市)
东里镇是中国广东省汕头市澄海区下辖的一个镇。面积35.82平方公里，户籍人口7.5万人，下辖22个行政村。

## 行政区划
- 西园村、中兴村、东桥村、塘西村、南社村 (东里镇)、新陇村、河美村、北联村、东和村、月窟村、大围村、和洲村、新兴街村、南畔洲村、石头坑村、观一村、头冲村、明德村、西洋村、龙潭村、东陇村、石丁村

## 交通
- G324 324国道
- S231 安澄公路

## 名人
- 秦牧：观一村人，中国著名文学大师，散文家。